# Орешть (Алба)
Орешть, Орешті (рум. Orăști) — село у повіті Алба в Румунії. Входить до складу комуни Пошага.
Село розташоване на відстані 310 км на північний захід від Бухареста, 45 км на північний захід від Алба-Юлії, 41 км на південний захід від Клуж-Напоки.

## Населення
За даними перепису населення 2002 року у селі проживали 126 осіб, усі — румуни. Усі жителі села рідною мовою назвали румунську.